# 長耳垂傘鳥
長耳垂傘鳥（Cephalopterus penduliger）是一種分佈在哥倫比亞西部及厄瓜多爾的傘鳥科鸟类。牠們受到失去棲息地的影響，加上體型龐大而容易被獵殺，故現被列為易危。
雄性長耳垂傘鳥頸上有能夠膨脹的肉垂，肉垂長35厘米及由很短的羽毛所覆蓋。雌鳥的肉垂較為細小，約只有雄鳥的一半。
長耳垂傘鳥吃昆蟲及果實。牠們的巢是於2003年被發現的。

## 外部連結
- BirdLife Species Factsheet （页面存档备份，存于）
- Birding in South America （页面存档备份，存于）